# Privilège Sabbatin

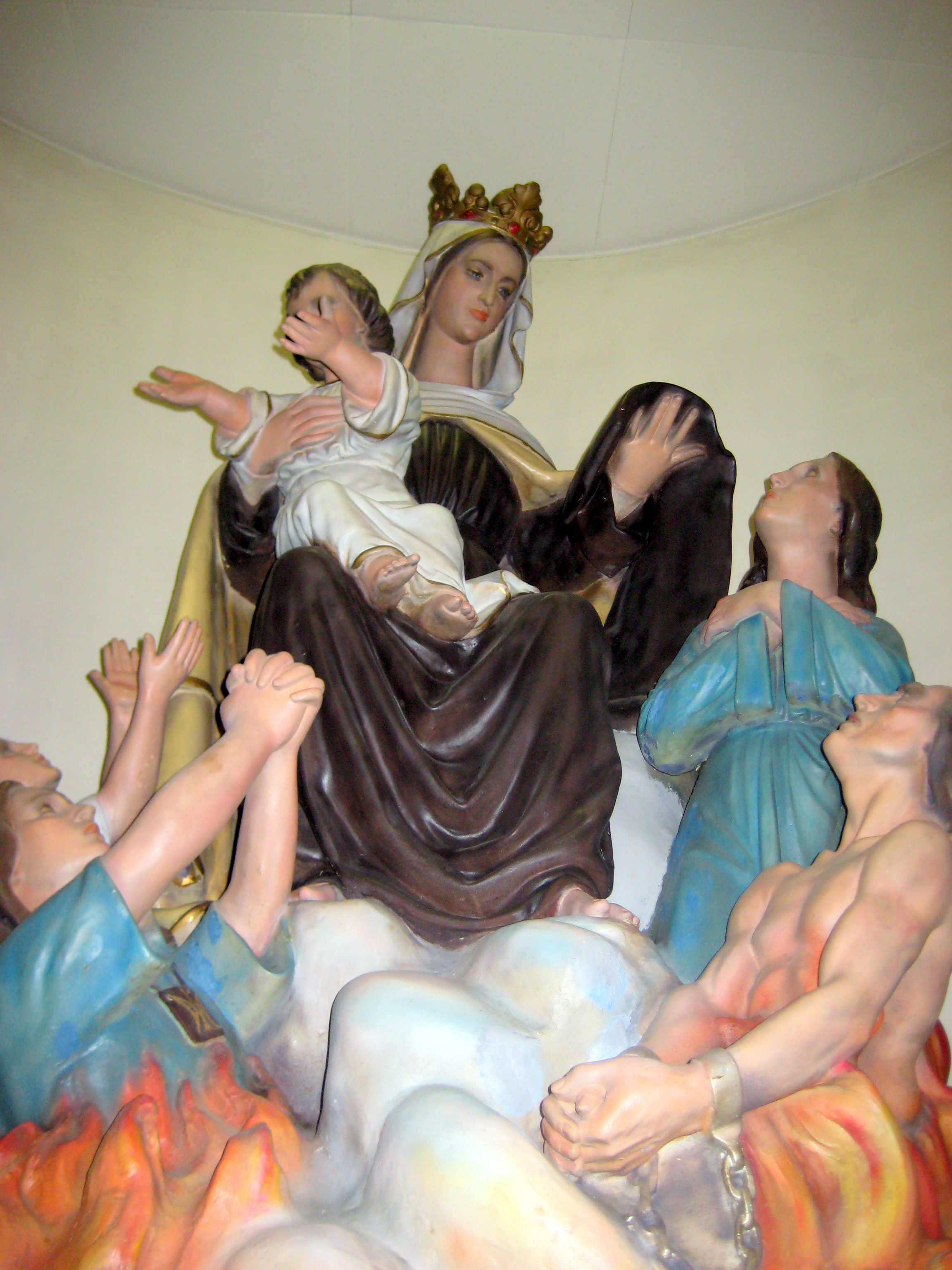
Statue de Notre-Dame du Mont-Carmel avec l'enfant Jésus dans l'église Léonard de Port-Maurice, une des âmes du purgatoire (sur la gauche) priant pour l'intercession de Marie semble porter un scapulaire de Notre-Dame du Mont-Carmel.

Le privilège sabbatin est, selon la tradition catholique, le privilège accordé à certaines âmes d'être délivrées du purgatoire le samedi suivant leur décès. Cette croyance est issue de la "Bulle Sabbatine" qu'a accordé le pape Jean XXII en 1317 concernant les porteurs du scapulaire de Notre-Dame du Mont-Carmel.

## Historique
En 1245, saint Simon Stock devient supérieur général des Carmes. Simon Stock, très inquiet sur la survie de l'ordre (qui était toujours très menacé jusqu'en 1274 et la signature officielle en 1298 par le pape Boniface VIII de l'acte d’approbation définitive de l’existence de l’Ordre) demande à la Vierge du Carmel dans ses ferventes prières de prendre son ordre sous sa protection. À l'aurore, Celle-ci lui apparait au milieu d'anges et cerclée de lumière. Elle est vêtue de l'habit de l'ordre du Carmel, et tient dans sa main une étoffe marron qui est le scapulaire de l'Ordre. Elle le donne à Simon Stock en lui disant : « Ceci est un privilège pour toi et pour tous les Carmes. Quiconque mourra en portant cet habit ne souffrira pas le feu éternel ».
Cet événement, aux sources historiques incertaines est aujourd'hui remis en doute même si le scapulaire est devenu une partie intégrante de l'habit monastique du Carmel.
À la suite de quoi, le pape Jean XXII a eu une vision de Marie promettant de venir sortir les âmes du purgatoire le samedi suivant leur décès, si, lors de leur mort, et durant leur vie, elles avaient fidèlement porté le scapulaire de Notre-Dame du Mont Carmel. À la suite de ce songe, le pape Jean XXII a publié en 1317 la « Bulle Sabbatine » accordant ce privilège à tous les porteurs du scapulaire de Notre-Dame du Mont-Carmel. L’existence de cette bulle papale est cependant contestée.
Le contenu de cette bulle a néanmoins été confirmé par d'autres papes :
- Clément VII dans la Bulle "Ex clementis" du 12 août 1530
- Paul III en 1530 et 1549
- Pie IV en 1561
- saint Pie V dans la bulle Superna dispositione du 18 février 1566

Notons que même si cette promesse n'avait pas été directement faite par Marie, l’Église a autorité pour déclarer ce type de privilège.

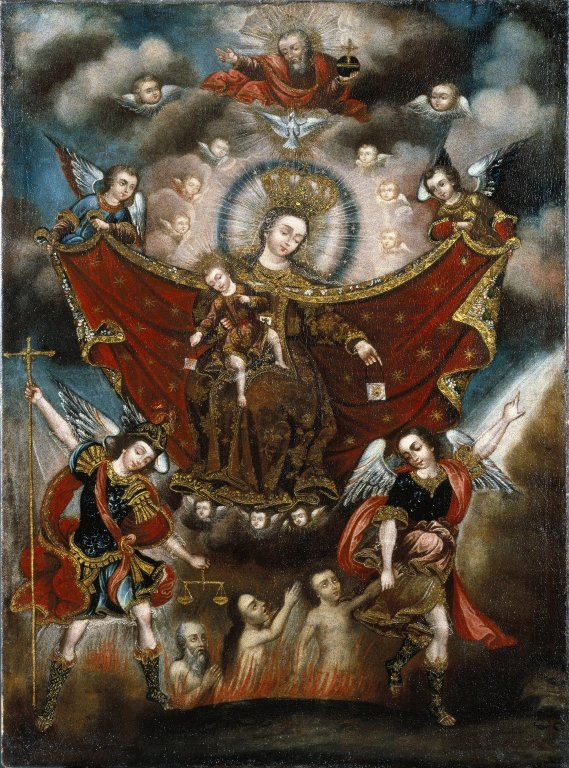
Les âmes libérées du purgatoire grâce à l'intercession de Notre-Dame du Mont-Carmel qui apparait accompagnée de la Sainte Trinité, saint Michel et Gabriel

À la suite de cette bulle sabbatine, et des suivantes, une forte dévotion au Scapulaire Brun s'est développée dans l'Église catholique. De nombreuses images et tableaux ont été peints au Moyen Âge représentant la Vierge du Carmel allant chercher les âmes du purgatoire qui portaient le scapulaire du Carmel.
Mais en 1613, l'Église interdisait la diffusion d'images de Notre-Dame du Mont-Carmel descendant dans le purgatoire, en raison d'erreurs prêchées concernant certains privilèges associés au Scapulaire ("le privilège Sabbatin"). Cependant, ce décret ne se prononce pas sur le fond des privilèges accordés dans la bulle papale antérieure.
Cependant, plus tard, d'autres papes confirmeront à nouveau ce privilège : 
- saint Pie X en 1910
- Benoît XV en 1916
- Pie XII en 1950

Sainte Thérèse d'Avila, dans le Livre de la vie (auto-biographie du XVIe siècle) relate, au chapitre 38, une vision qui semble confirmer la véracité de ce privilège sabbatin : « Un très bon  religieux de notre Ordre étant fort malade, je connus dans un grand recueillement qui me prit en entendant la Messe un samedi, qu'il était mort, et je le vis monter au Ciel sans entrer en purgatoire ; j'ai appris depuis qu'il était mort en effet à la même heure que je l'avais vu... Je fus fort étonnée de ce qu'il n'avait pas passé par le purgatoire, mais il me fut dit que s'il l'avait évité, c’est qu'il avait suivi fidèlement la Règle de sa profession et avait bénéficié de la grâce accordée à l'ordre par les Bulles particulières touchant les peines du purgatoire ».

## Vision de l’Église aujourd'hui
Aujourd'hui, les Carmes, tout en encourageant une croyance en l'aide et la prière de Marie pour leurs âmes après la mort, spécialement à ceux qui portent le Scapulaire avec dévotion, et se félicitent de la dévotion à Marie surtout la journée du samedi dans l’Église catholique, n'insistent pas trop sur le privilège Sabbatin.
Le point de foi principal associé au scapulaire est la consécration de l'utilisateur à la Vierge Marie et son engagement à prier chaque jour.
En 1951, le pape Pie XII a écrit dans une lettre apostolique aux Carmes lors du 700e anniversaire de la vision de Notre-Dame à saint Simon Stock, qu'il espérait que le Scapulaire « serait pour eux un signe de leur consécration au Sacré-Cœur de la Vierge Immaculée. » Mais aussi : « Le Scapulaire est principalement un vêtement. La personne qui le reçoit, de par son acceptation (du vêtement), est associée à un degré plus ou moins grand avec l’ordre du Carmel. » Il a écrit également, à la même occasion, que la dévotion scapulaire est « adapté à l'esprit de tous de par sa simplicité même, et ainsi est devenu si universellement répandue parmi les fidèles et il a produit tant et de si fruits salutaires... Tous Carmes, qu'ils vivent dans le cercle des carmes ou carmélites, comme les membres du Tiers-Ordre, réguliers ou séculiers, appartiennent à la même famille de notre Sainte Mère et sont attachés à lui par un lien spécial d'amour,. »